# Hugo Vaca
Hugo Alberto Vaca Beccaría (n. 12 de marzo de 1956 en Córdoba, Argentina) es un exfutbolista argentino. Jugaba de centrocampista y su primer club fue Belgrano de Córdoba.[cita requerida]

## Carrera
Comenzó su carrera en 1973 jugando para Belgrano de Córdoba, club en el cual jugó hasta 1978. Ese año se trasladó a España para formar parte del plantel de Cádiz CF, manteniéndose hasta el año 1983. Ese año se transformó en el nuevo refuerzo de Algeciras CF, del cual en 1986 se retiró del fútbol profesional. En 2019 recibió la distinción de hijo adoptivo de Cádiz.

## Clubes
| País      | Año         | Club                   |
| --------- | ----------- | ---------------------- |
| Argentina | 1973 - 1975 | Belgrano de Córdoba    |
| Argentina | 1976        | Club Unión San Vicente |
| Argentina | 1977        | Deportivo Roca         |
| Argentina | 1978        | Huracán                |
| España    | 1978 - 1983 | Cádiz CF               |
| España    | 1983 - 1986 | Algeciras CF           |